# Ica (distrito)
Ica é um distrito do Peru, departamento de Ica, localizada na província de Ica.
Prefeito: Emma Luisa Mejía Venegas (2019-2022)

## Transporte
O distrito de Ica é servido pela seguinte rodovia:
- IC-105, que liga o distrito à cidade de Paracas
- PE-1S, que liga o distrito de Lima (Província de Lima à cidade de Tacna (Região de Tacna - Posto La Concordia (Fronteira Chile-Peru) - e a rodovia chilena Ruta CH-5 (Rodovia Pan-Americana) [1][2][3]